# Lijst van ruimtevluchten naar de Zon
Ruimtevluchten naar de Zon worden uitgevoerd
- omdat de aardse dampkring het licht zo sterk verspreidt dat bijvoorbeeld de corona op Aarde alleen te zien is bij een zonsverduistering;
- omdat wetenschappers de gamma-, röntgen- en uv-straling willen meten (de aardatmosfeer absorbeert deze soorten straling);
- omdat plekken als de polen vanaf de aarde niet te zien zijn, zodat die vanaf een andere positie geobserveerd moeten worden.

| Naam                                  | Land/organisatie         | Lancering        | Baan                                                                 | Opdracht en resultaten | Laatste contact/einde missie                                                                                      | Afbeelding |
| ------------------------------------- | ------------------------ | ---------------- | -------------------------------------------------------------------- | --- | --- | ---------- |
| Orbiting Solar Observatory (OSO 1)    | NASA                     | 7-3-1962         | baan rond Aarde; 522 x 535 km, inclinatie 32,8 graden                | onderzoek naar o.a röntgenstraling van de Zon | 6-8-1963 missie gestaakt; 8-10-1981 verbrand in atmosfeer                                                         |            |
| OSO 2                                 | NASA                     | 3-2-1965         | baan om Aarde 294x 306 km; 323,8 graad incl                          | | 8-8-1989 re-entry, dus verbrand in de atmosfeer                                                                   |            |
| Pioneer 6                             | NASA                     | 16-12-1965       | interplanetaire baan 0,8 AE                                          | in kaart brengen zonnewind, kosmische straling en magnetisch veld zon | 8-12-2000 |            |
| Pioneer 7                             | NASA                     | 17-8-1966        | interplanetaire baan 1,1 AE                                          | in kaart brengen zonnewind, kosmische straling en magnetisch veld zon | 31-3-1995 |            |
| OSO 3                                 | NASA                     | 8-3-1967         | 546 x 570 km; 32,8 graden                                            | gamma- en röntgenstralen van de Zon | 10-11-1969; 4-4-1982 verbrand in de atmosfeer                                                                     |            |
| OSO 4                                 | NASA                     | 18-10-1967       |                                                                      | uv-, röntgen- en gammastraling | 7-12-1971 | OSO 4      |
| Pioneer 8                             | NASA                     | 13-12-1967       | interplanetaire baan 1,1 AE                                          | in kaart brengen zonnewind, kosmische straling en magnetisch veld zon | 22-8-1996 |            |
| Pioneer 9                             | NASA                     | 13-11-1968       | interplanetaire baan 0,8 AE                                          | in kaart brengen zonnewind, kosmische straling en magnetisch veld zon | 1983; contact verloren                                                                                            |            |
| OSO5                                  | NASA                     | 22-1-1969        | baan 538 x 559 km incl 33 graden                                     | juli 1975 | |            |
| OSO 6                                 | NASA                     | 9-8-1969         | baan om aarde 489x554km; inclin 32,9 graden                          | onderzoek zonnevlammen | januari 1972 |            |
| Pioneer E                             | NASA                     | 17-8-1969        |                                                                      | storing eerste trap; zelfvernietiging | |            |
| OSO 7                                 | NASA                     | 29-9-1971        | baan om Aarde; 326 x 571 km; inclin 33,1 graden                      | harde röntgen- en gammastraling | 9-7-1974 verbrand                                                                                                 |            |
| OSO 8                                 | NASA                     | 21-6-1975        | baan om Aarde 559 x 553 km, inclinatie 32,9 graden                   | kosmische straling; achtergrondstraling | 2-10-1978 |            |
| Skylab 1 t/m 4 Apollo Telescope Mount | NASA                     | 14-5-1973        | bemand ruimtestation baan Aarde                                      | onderzoek zon en corona bemande missies: Skylab 2: 25-5-1973 – 22-6-1973 Skylab 3: 28-7-1973 – 25-9-1973 Skylab 4: 16-11-1973 – 8-2-1974                                       | 11-7-1979 verbrand in de atmosfeer; brokstukken neergestort op aarde                                              |            |
| Helios A                              | NASA en (West-)Duitsland | 10-12-1974       | baan rond zon; 0,30 AE                                               | zonnewind, straling, micrometeorieten. | 1985 |            |
| Helios B                              | NASA en (West-)Duitsland | 15-1-1976        | baan rond zon, laagste punt 0,29 AE perihelium binnen baan Mercurius | zonnewind, straling, micrometeorieten | 1985 |            |
| International Cometary Explorer       | NASA en ESA              | 12-8-1978        | bij lagrangepunt L1                                                  | onderzoek zonnewind; vanaf 1982 ingezet voor onderzoek kometen | 5-5-1997 missie gestaakt; 18-9-2008 nog contact                                                                   |            |
| SolarMax                              | NASA                     | 14-2-1980        | baan om Aarde; 1984 onderhoud Space shuttle                          | tien zongrazende kometen; tijdens het zonnevlekkenmaximum blijkt de zon juist helderder                                                                                        | 2-12-1989 |            |
| Ulysses                               | ESA en NASA              | 6-10-1990        | 1994 en 1995 en 1999 en 2000 over de polen van de zon gevlogen       | zonnewind aan de polen veel sneller dan aan de evenaar; en in 1999 en 2000 dan in 1994/1995                                                                                    | 1-7-2008 NASA: missie beëindigd; 3-7-2008 ESA; nog steeds actief.                                                 |            |
| Advanced Composition Explorer (ACE)   | NASA                     | 25-8-1997        | lissajousbaan bij lagrangepunt L1                                    | studie van hoog energetische deeltjes en zonnewind | |            |
| Yohkoh zonneobservatorium = SOLAR A   | JAXA                     | 30-8-1991        | baan om Aarde                                                        | onder andere röntgenopnamen | 14-12-2001; oriëntatie zon verloren, 12-9-2005 in atmosfeer verbrand                                              |            |
| WIND                                  | NASA                     | 1-11-1994        | aanvankelijk baan om Aarde; sinds 2004 bij lagrangepunt L1           | onderzoek zonnewind | 2011 nog actief                                                                                                   |            |
| SOHO                                  | ESA en NASA              | 2-12-1995        | elliptische baan lange as 660.000 km om lagrangepunt L1              | groothoeklens voor onderzoek corona; zonnespectra; 100.000 kometen | nog actief |            |
| TRACE                                 | NASA                     | 2-4-1998         |                                                                      | onderzoek (licht en uv) naar de structuur van de plasmastromen onder het zonoppervlak                                                                                          | laatste foto's 2010                                                                                               |            |
| Genesis                               | NASA                     | 8-8-2001         | lagrangepunt L1                                                      | monster zonnewind retour | 8-9-2004 kwam capsule met een harde landing neer; deel van het monster te onderzoeken; moederschip is nog in baan |            |
| RHESSI                                | NASA                     | 5-2-2002         |                                                                      | onderzoek hoog-energetische fotonen zonnevlammen; bracht gammastraling zonnevlammen in kaart en werd gebruikt om de vorming van antimaterie bij deze zonnevlammen aan te tonen | uit dienst in 2018; 19-04-2023 verbrand in atmosfeer; brokstukken neergestort op aarde                            |            |
| Hinode (telescoop)= SOLAR-B           | JAXA                     | 22-9-2006        | Zonsynchrone baan                                                    | Waarnemingen in zichtbaar licht, röntgen en uv | |            |
| STEREO (ruimtemissie)                 | NASA                     | 26-10-2006       | 2 sondes in baan Zon maken 3D-opnamen.                               | Sinds 5-2-2011 op de bedoelde locatie | |            |
| Solar Monitoring Observatory          | ESA                      | Februari 2008    | Onderdeel ISS                                                        | Onder meer onderzoek uv-straling | |            |
| Koronas-Foton                         | Rusland                  | 30-1-2009        | Lage polaire baan om de Aarde                                        | Onderzoek zonnevlammen en zonnewind | Na zes maanden problemen energievoorziening; 1-12-2009 contact verloren                                           |            |
| Solar Dynamics Observatory(SDO)       | NASA                     | 11-2-2010        | Baan om Aarde op 36000 km                                            | Waarnemingen magnetisch veld Zon, helioseismische waarnemingen, Ultra-/violet.                                                                                                 | |            |
| Picard                                | CNES                     | 15-6-2010        | 725 km aardbaan                                                      | Meten van de omvang van de Zon | |            |
| Interface Region Imaging Spectrograph | NASA                     | 27 juni 2013     |                                                                      | Ultraviolet spectrometer | |            |
| Deep Space Climate Observatory        | NOAA                     | 11 februari 2015 | L1                                                                   | Zonnestormen met geladen deeltjes detecteren voor deze de Aarde raken. | |            |
| Parker Solar Probe                    | NASA                     | 26 augustus 2018 | Zal de zon zeer dicht naderen                                        | | |            |
| Solar Orbiter                         | ESA en NASA              | 10 februari 2020 | Baan om de Zon                                                       | | |            |
| Aditya-L1                             | ISRO                     | 2 september 2023 | Corona                                                               | | |            |

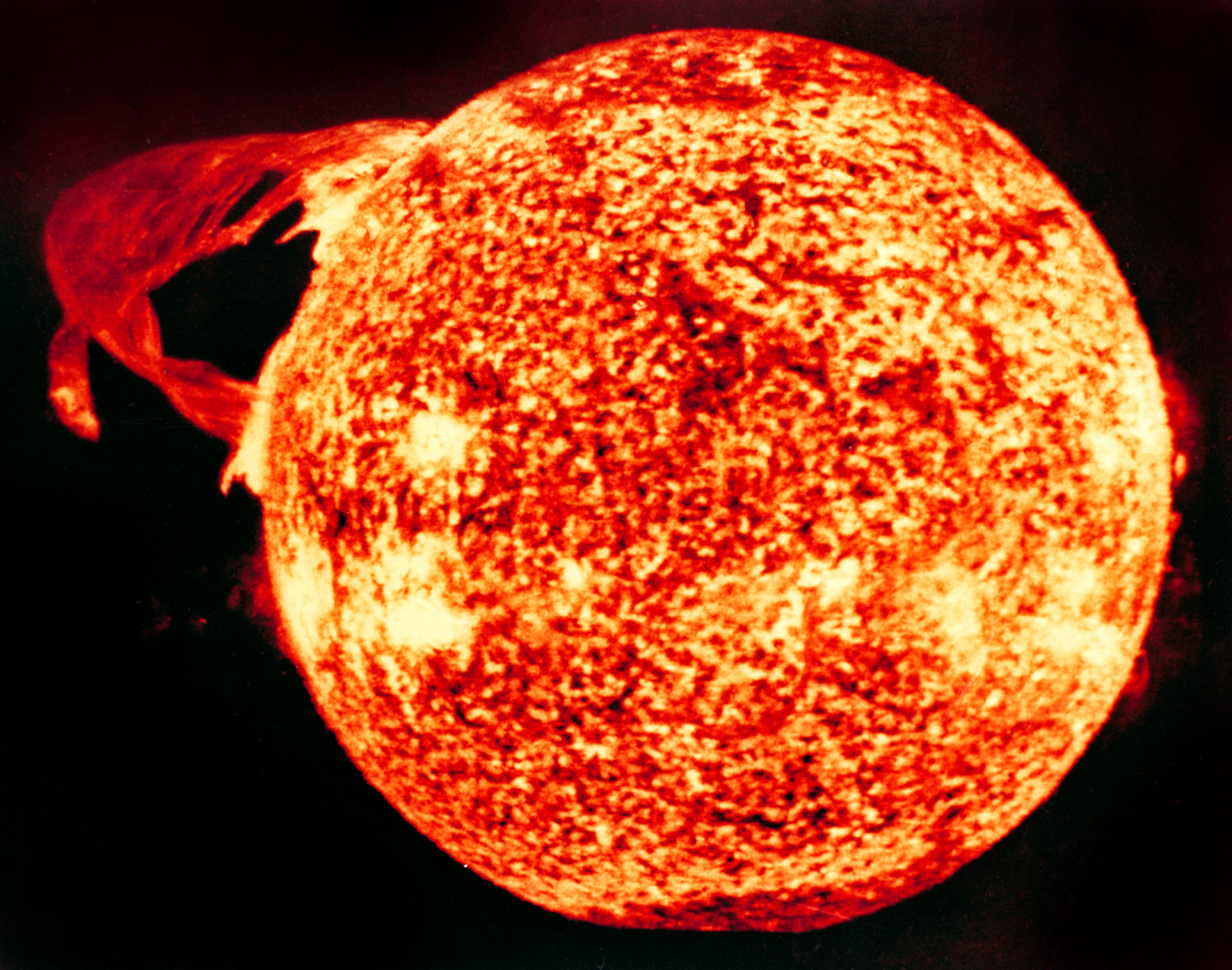
Zonnevlam vanuit Skylab 4.
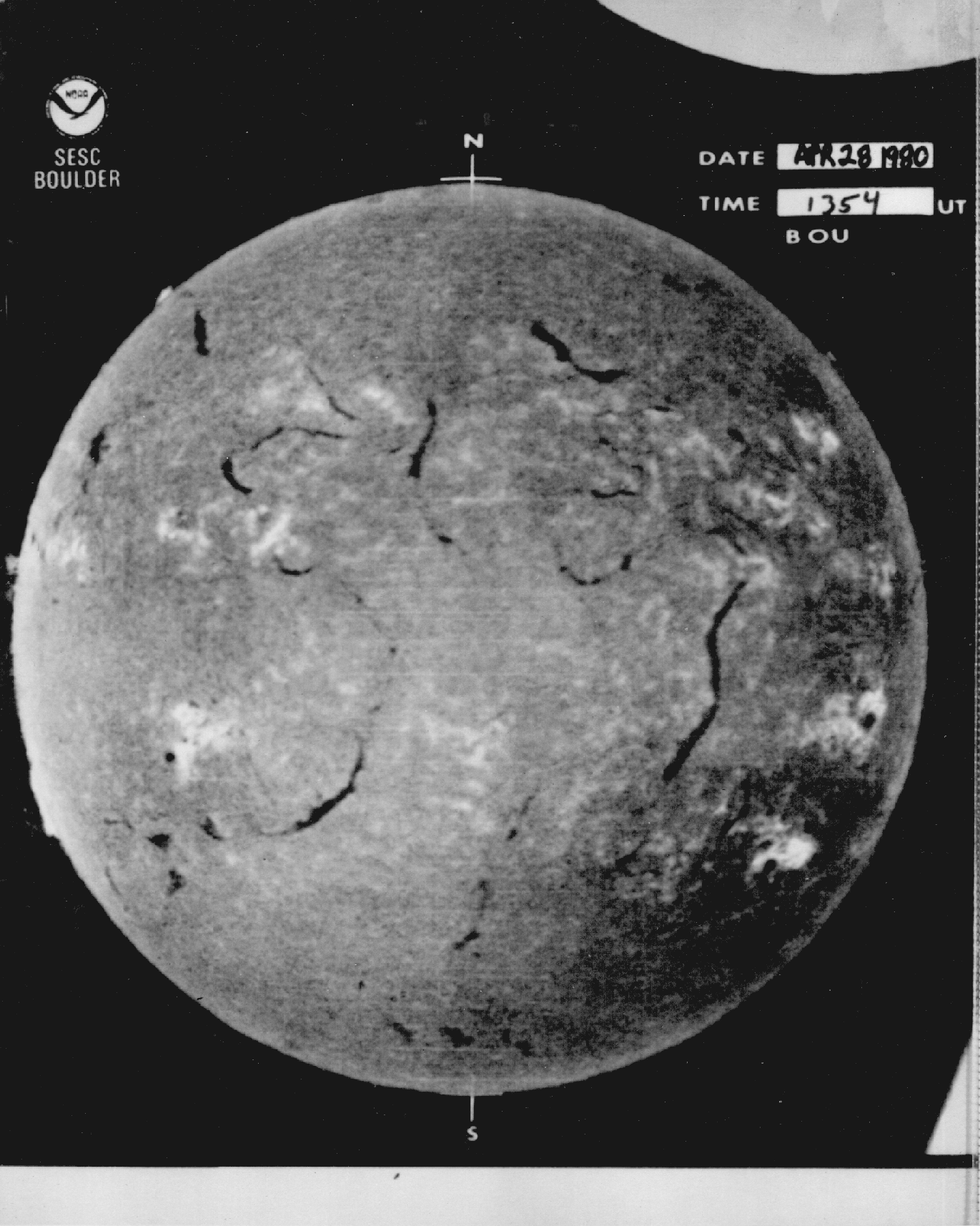
Solarmax: Zon in H alfa.
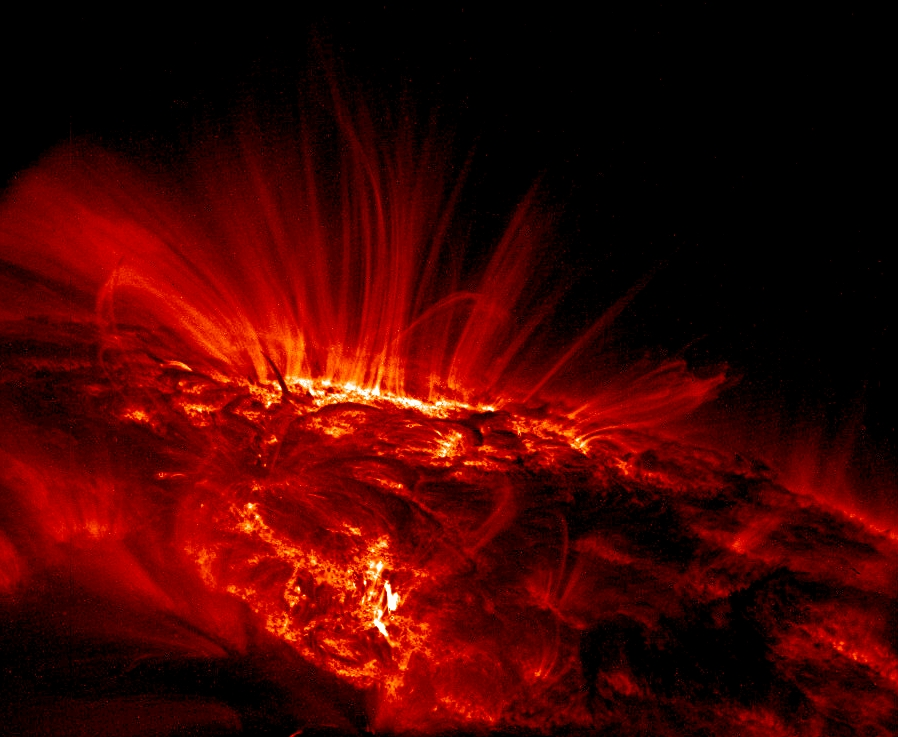
Zonnevlek op opname van TRACE
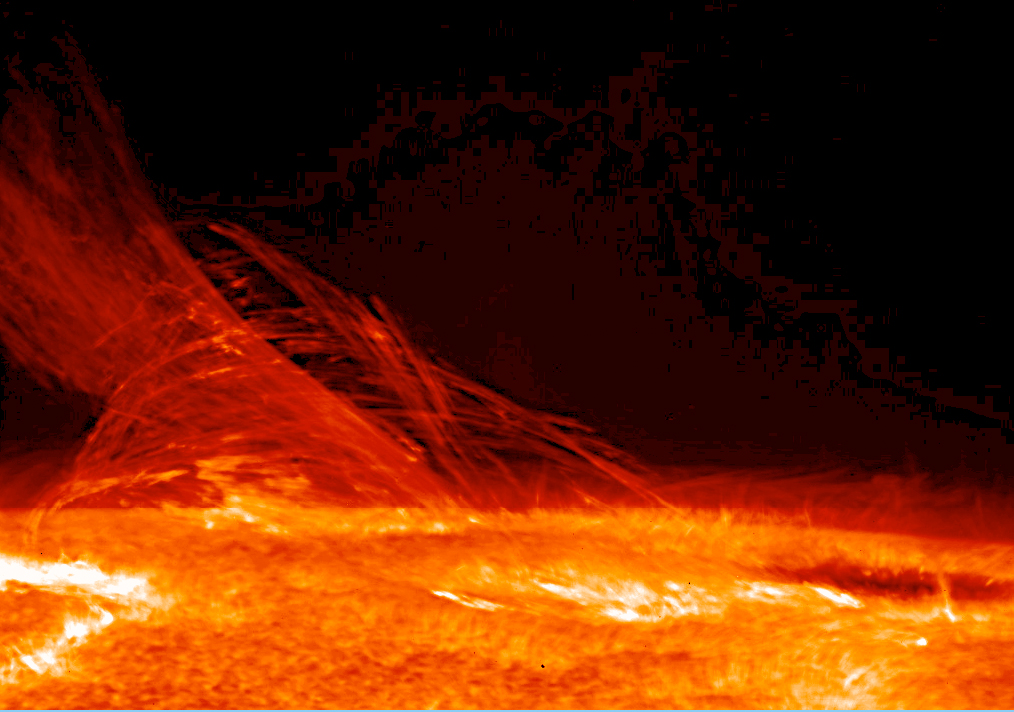
Beelden van Japanse Hinode zonnetelescoop
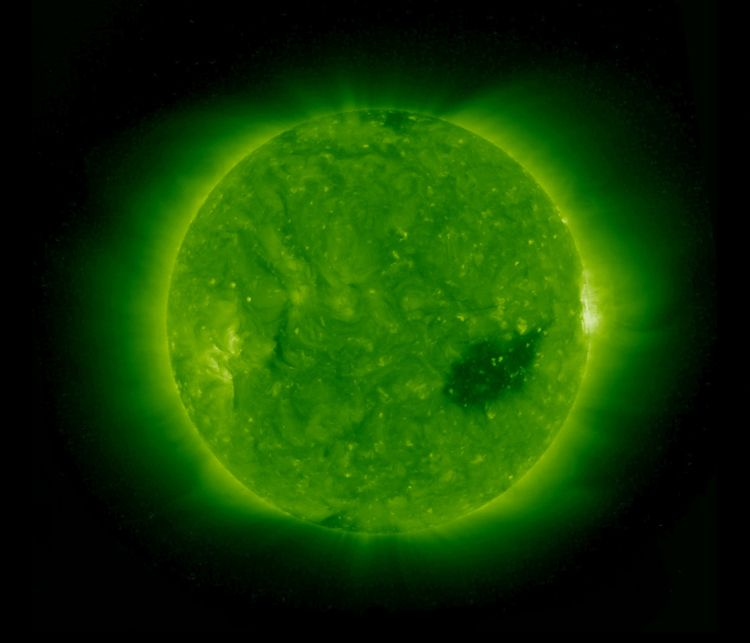
Opname STEREO